# Eddie Cantor
Eddie Cantor (31 de enero de 1892-10 de octubre de 1964) fue un actor, comediante, cantante y compositor estadounidense. Familiar al público de Broadway, de la radio y de las primeras emisiones televisivas, fue recibido como un miembro más de la familia por millones de espectadores gracias a que en sus programas radiofónicos revelaba historias íntimas y anécdotas divertidas sobre su esposa Ida y sus cinco hijos. El movimiento de sus ojos cuando cantaba y bailaba le valieron el mote de Banjo Eyes (Ojos de banjo) y, en 1933, el artista Frederick J. Garner caricaturizó a Cantor con grandes y redondos ojos blancos que parecían un banjo. Los ojos de Cantor se convirtieron en su seña de identidad, a menudo exagerados en las ilustraciones, y originando su actuación en Broadway en el musical Banjo Eyes (1941).

## Inicios
Su verdadero nombre era Edward Israel Iskowitz, y nació en Nueva York, siendo sus padres los inmigrantes de origen judío provenientes del Imperio ruso, Meta y Mechel Iskowitz. Su madre falleció a causa de un cáncer de pulmón dos años después de su nacimiento, y su padre le abandonó, por lo que fue criado por su abuela, Esther Kantrowitz. Un error cuando era inscrito en la escuela le cambió el nombre a Kantrowitz (posteriormente americanizado a "Cantor") en vez de Iskowitz. De niño asistió al Surprise Lake Camp.
En su primera adolescencia, Cantor empezó a ganar concursos de talentos en teatros locales y comenzó a actuar en la escena. Uno de sus primeros trabajos remunerados fue como camarero y como cantante, cantando por propinas en un local de Carey Walsh en Coney Island, en el cual un joven Jimmy Durante le acompañaba al piano. Adoptó el nombre de Eddie cuando conoció a su futura esposa, Ida Tobias, en 1903, pues a ella le agradaba la idea de tener un novio llamado Eddie. Se casaron en 1914 y permanecieron unidos hasta el fallecimiento de Ida en 1962.
En 1907, Cantor se hizo un puesto en el vodevil. En 1912 fue el único cantante mayor de 20 años en actuar en la pieza de Gus Edwards Kid Kabaret, en la cual interpretó su primer personaje con la cara pintada de negro, Jefferson. La buena crítica del show llamó la atención del más importante productor de Broadway, Florenz Ziegfeld, que dio a Cantor la oportunidad de intervenir en su espectáculo Midnight Frolic (1916).

## Broadway y grabaciones
Un año más tarde, Cantor debutó en Broadway con la revista Ziegfeld Follies de 1917. Siguió con Ziegfeld Follies hasta 1927, un período considerado como el mejor de la revista musical. Durante varios años Cantor coprotagonizó un número con el pionero cómico afroestadounidense Bert Williams, ambos actuando con la cara pintada de negro; Cantor interpretaba al hijo de Williams. Otros actores que actuaron con Cantor durante su época en los Follies fueron Will Rogers, Marilyn Miller, Concha Piquer, y W.C. Fields. Consiguió el estrellato con musicales como Kid Boots (1923), Whoopee! (1928) y Banjo Eyes (1940). 
Cantor empezó a grabar en 1917, tanto canciones cómicas como temas populares del momento, primero para Victor Talking Machine Company, después para Aeoleon-Vocalion, Pathé Records y Emerson Records. De 1921 a 1925 tuvo un contrato en exclusiva con Columbia Records, dedicando el resto de la década a Victor.
Cantor fue uno de los artistas de mayor éxito de la época, pero el desastre bursátil de 1929 le dejó arruinado. Sin embargo, escribió un libro de humor sobre su experiencia con la bolsa llamado Caught Short! A Saga of Wailing Wall Street in "1929 A.C. (After Crash)" que le recuperó económicamente.

## Cine
Cantor también trabajó en el cine y en la radio. Cantor había actuado previamente en varios cortos (grabaciones de sus actuaciones en las Follies) y en dos filmes (Special Delivery y Kid Boots) en la década de 1920, y recibió la oferta de trabajar en The Jazz Singer, película finalmente interpretada por Al Jolson. Sin embargo, se convirtió en una estrella de Hollywood en 1930 con la versión cinematográfica de Whoopee! rodada en Technicolor. En las siguientes dos décadas, hasta 1948, siguió rodando películas, incluyendo Roman Scandals (1933), Kid Millons junto a Ann Sothern y Ethel Merman (1934), Ali Baba Goes to Town (1937) y If You Knew Susie (1948).

## Radio
Cantor empezó a actuar en la radio en 1922. La intervención de Cantor junto a Rudy Vallee en su programa The Fleischmann's Yeast Hour el 5 de febrero de 1931, le valió una prueba de cuatro semanas con el show de la NBC The Chase and Sanborn Hour. Reemplazando a Maurice Chevalier, que había vuelto a París, Cantor se unió a The Chase and Sanborn Hour el 13 de septiembre de 1931. En este programa Cantor trabajó junto al locutor Jimmy Wallington y el violinista Dave Rubinoff. Gracias a él Cantor se confirmó como comediante, y su guionista, David Freedman, como “the Captain of Comedy”. Cantor pronto fue la estrella radiofónica mejor pagada del mundo. 
Su programa en la NBC, Time to Smile, fue emitido desde 1940 a 1946. Además del cine y de la radio, Cantor grabó para Hit of the Week Records, y después otra vez para Columbia, y también para Banner Records y Decca Records, además de para otros seños de pequeña entidad. 
Fue fundador de la organización March of Dimes, dedicada a mejorar la salud infantil, y colaboró en la lucha contra la poliomielitis. Cantor también fue el primer presidente del Screen Actors Guild. Estuvo muy involucrado en la política, incluyendo sus actividades con Actors Equity en 1919, en contra del consejo del productor Florenz Ziegfeld.
La carrera de Cantor declinó un tanto a finales de la década de 1930 debido a su denuncia pública de Adolf Hitler y del fascismo. Deseando alejarse de cualquier controversia política, muchos patrocinadores abandonaron los espectáculos de Cantor. Sin embargo, con la entrada de los Estados Unidos en la Segunda Guerra Mundial, volvieron a patrocinarlo.

## Televisión
Cantor intervino en diferentes programas televisivos. En los años cincuenta fue uno de los presentadores del programa The Colgate Comedy Hour, en el cual presentaba números de variedades e interpretaba papeles cómicos como "Maxie the Taxi". Sin embargo se produjo una insólita controversia cuando un joven Sammy Davis, Jr. actuó como artista invitado. Cantor abrazó a Davis y le limpió una ceja con su pañuelo tras la actuación. Este acto llevó a la NBC a amenazar con la cancelación del show.

## Libros y comercialización
Además de Caught Short!, Cantor escribió solo o en colaboración al menos otros siete libros, incluyendo folletos editados por Simon & Schuster, entonces en sus inicios, con el nombre de Cantor en la cubierta. 
La popularidad de Cantor llevó a comercializar productos tales como juegos fabricados por la marca Parker Brothers. 

## Familia
Eddie e Ida Cantor tuvieron cinco hijas: Marjorie, Natalie, Edna, Marilyn y Janet. El 10 de octubre de 1964, mientras se encontraba en Beverly Hills, California, sufrió un infarto agudo de miocardio y falleció. Está enterrado en el cementerio Hillside Memorial Park. Cantor fue recompensado con un Oscar honorario en el año de su fallecimiento.

## Filmografía
- Widow at the Races (1913)
- A Few Moments with Eddie Cantor (1923) (corto con sonido)
- Kid Boots (1926)
- Special Delivery (1927)
- A Ziegfeld Midnight Frolic (1929) (corto)
- Glorifying the American Girl (1929)
- That Party in Person (1928) (corto)
- Insurance (1930) (corto)
- Getting a Ticket (1930) (corto)
- Whoopee! (1930)
- Palmy Days (1931)
- Talking Screen Snapshots (1932) (corto)
- The Kid from Spain (1932)
- Roman Scandals (1933)
- The Hollywood Gad-About (1934) (corto)
- Kid Millions (1934)
- Strike Me Pink (1936)
- Ali Baba Goes to Town (1937)
- The March of Time Volume IV, Issue 5 (1937) (corto)
- Forty Little Mothers (1940)
- Thank Your Lucky Stars (1943)
- Show Business (1944) (también productor)
- Hollywood Canteen (1944)
- Screen Snapshots: Radio Shows (1945) (corto)
- American Creed (1946) (corto)
- Meet Mr. Mischief (1947) (corto) (aparece en el póster)
- If You Knew Susie (1948)
- Screen Snapshots: Hollywood's Happy Homes (1949) (corto)
- The Story of Will Rogers (1952)
- Screen Snapshots: Memorial to Al Jolson (1952) (corto)
- The Eddie Cantor Story (1953) (cameo)

## Broadway
- Ziegfeld Follies de 1917 (1917) - revista - artista
- Ziegfeld Follies de 1918 (1918) - revista - artista, cocompositor y coletrista de "Broadway's Not a Bad Place After All" junto a Harry Ruby
- Ziegfeld Follies de 1919 (1919) - revista - artista, letrista de "(Oh! She's the) Last Rose of Summer"
- Ziegfeld Follies de 1920 (1920) - revista - compositor de "Green River", compositor y letrista de "Every Blossom I See Reminds Me of You" y "I Found a Baby on My Door Step"
- The Midnight Rounders of 1920 (1920) - revista - artista
- Broadway Brevities of 1920 (1920) - revista - artista
- Make It Snappy (1922) - revista - artista, coguionista
- Ziegfeld Follies de 1923 (1923) - revista – escritor de sketch
- Kid Boots (1923) - Musical - actor en el papel de "Kid Boots"
- Ziegfeld Follies de 1927 (1927) - revista - artista, coguionista
- Whoopee! (1928) - musical - actor en el papel de "Henry Williams"
- Eddie Cantor at the Palace (1931) – actuación en solitario
- Banjo Eyes (1941) - musical - actor en el papel de "Erwin Trowbridge"
- Nellie Bly (1946) - musical - coproductor

## Premios y distinciones
Premios Óscar
| Año  | Categoría        | Película         | Resultado |
| ---- | ---------------- | ---------------- | --------- |
| 1957 | Óscar honorífico | Óscar honorífico | Ganador   |